# Rifapentin
Rifapentin, engl. Rifapentine (INN, prodaje kompanija Sanofi-Aventis pod imenom Priftin. Ovaj lek je antibiotik koji se koristi u lečenju tuberkoloze.

## Istorija
Rifapentin je sintetisan prvi put 1965 godine u kompaniji koja proizvela rifampin (Lepetit Pharmaceuticals). Ovaj lek je FDA odobrila juna juna 1998 godine.

## Literatura
1. ↑  Rosenthal IM; Zhang M; Williams KN;  . (2007). „Daily dosing of rifapentine cures tuberculosis in three months or less in the murine model”. PLoS Medicine. 4 (12): e344. PMC 2140085 . PMID 18092886. doi:10.1371/journal.pmed.0040344.